# A. Mencke & Co
Die Firma  A. Mencke & Co war ein photographisches Atelier und Verlag in Hamburg-Wandsbek.

## Photographisches Institut A. Mencke & Cie.
Nach dem frühen Tod von August Mencke kurz vor Weihnachten 1861 führte seine Witwe Albertine Mencke das Atelier weiter und nannte es Photographisches Institut A. Mencke & Cie. 1866 verlegte sie das Atelier in den Neuen Wall 48. Im Sommer 1869 gab sie das Atelier am Neuen Wall auf und zog nach Wandsbek. Zu dieser Zeit hatte für eine kurze Dauer der später bekannte Fotograf Cornelius Schaarwächter als junger Mann mitgearbeitet und Pigmentdrucke hergestellt.
Albertine Christiana Mencke, geb. Jürgens, heiratete 1865 Ernst Friedrich Christian Mevert. Sie verstarb am 14. Oktober 1897 im Alter von 58 Jahren und 8 Monaten, zwei Jahre später Anfang April 1899 ihr Mann.

## A. Mencke & Co. Verlagsinstitut in Wandsbeck bei Hamburg
Der Verlag A. Mencke & Co. Verlagsinstitut in Wandsbeck bei Hamburg, der 1873 von Mevert gegründet worden war, spezialisierte sich auf Aufnahmen von deutschen Herrenhäusern und Schlössern. Es ist anzunehmen, dass zahlreiche Objekte erstmals fotografiert wurden. Der Verlag verkaufte die im Kontaktverfahren hergestellten Albuminabzüge in der Regel auf Karton aufgewalzt.
Zahlreiche Bilder des Verlages befinden sich im Besitz der Stiftung Mecklenburg, früher in Ratzeburg und heute in Schwerin. Sie wurden ab 2009 in der Ausstellung Herrenhäuser im Wandel der Zeiten unter anderem in Schwerin und Neustrelitz gezeigt. Vor der Konzertscheune von Schloss Ulrichshusen ist die Ausstellung dauerhaft zu sehen.
Über eine große Sammlung von Mencke-Aufnahmen verfügen auch das Landeshauptarchiv Schwerin, die Stiftung Mecklenburg in Schwerin, das Mecklenburgische Volkskundemuseum Schwerin-Mueß, die Sammlung der Coburger Landesstiftung auf der Veste Coburg und die fotografische Sammlung des Museums Ludwig in Köln.

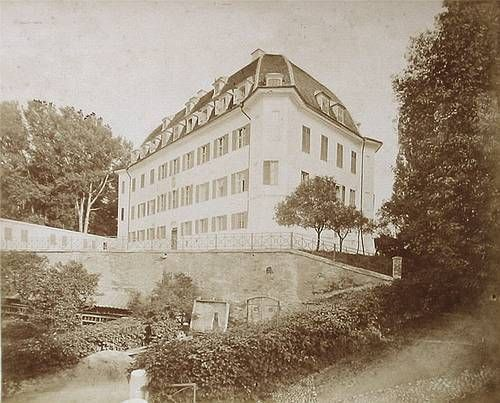
Schloss Waal vor 1870
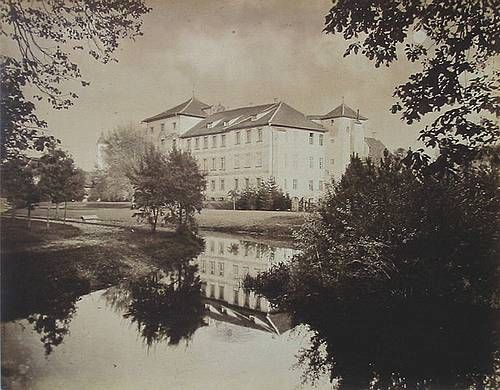
Schloss Wurzach vor 1870
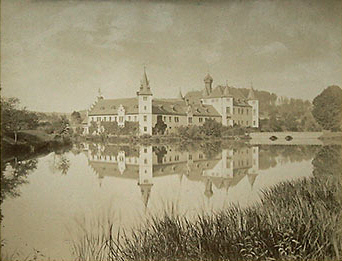
Schloss Fröhliche Wiederkunft vor 1870
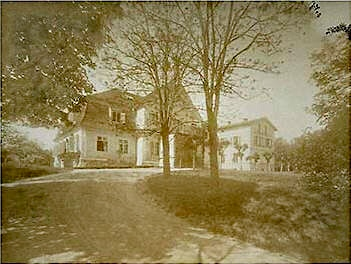
Schloss Neudorf (Bentschen) um 1870

## Werke
- Photographisches Album von Mecklenburg[8]
- Deutschland. Schlösser und Burgen. 60 aufgezogene Fotografien mit Ansichten von deutschen Burgen und Schlössern. Hamburg/Wandsbeck, A. Mencke & Co. (60 schöne Aufnahmen deutscher Burgen und Schlösser, darunter Fotografien von Schloss bzw. Burg zu Amorbach, Assenheim, Baden, Bayreuth, Biebrich, Farnbach, Homburg, Johannisberg, Insel Mainau, Mainz, Mannheim, Neresheim, Nürnberg, Rheinstein, Regensburg, Salem, Taxis, Tegernsee, Wilhelmshöhe, Würzburg)[9]

## Auszeichnungen
- Bronzemedaille für Kohlendruck im Portraitfach (Dritte Gruppe) auf der Hamburger Ausstellung [für Photographie] im November 1868[10]